# Limenitis houlberti
Limenitis houlberti är en fjärilsart som beskrevs av Charles Oberthür. Limenitis houlberti ingår i släktet Limenitis och familjen praktfjärilar. Inga underarter finns listade i Catalogue of Life.